# Abbazia Saint-Antoine-des-Champs
L’abbazia Saint-Antoine-des-Champs, o anche Saint-Antoine-lès-Paris, più comunemente abbazia Saint-Antoine, era un'abbazia femminile dell'Ordine cistercense, ubicata al momento della fondazione nei pressi di Parigi; oggi, con l'espansione urbanistica avvenuta nei secoli, ne occupa il luogo l'Ospedale Saint-Antoine, nel XII arrondissement della capitale francese.

## Storia

### Medioevo
Sino al XII secolo la zona dove oggi sorge l'ospedale Saint-Antoine era ricoperta di foreste e paludi; solo una strada romana, che collegava l'antico centro di Parigi con Meaux e Melun, la traversava, bagnata dai ruscelli che scendevano dalle colline di Ménilmontant e Belleville.
Nel 1198 Folco di Neuilly, curato di Saint-Baudile (Neuilly-sur-Marne) e predicatore della quarta crociata per conto di papa Innocenzo III, fece costruire sulla via di comunicazione - destinata in seguito a diventare rue du Faubourg-Saint-Antoine - un piccolo eremitaggio femminile, destinato probabilmente a prostitute redente. L'impulso gli era venuto dal defunto vescovo di Parigi Maurice de Sully.
Nel 1204 il convento fu eretto ad abbazia, abbracciando la regola cistercense, ad opera di Eudes de Sully (fratello e successore di Maurice); lo stesso accadde in quell'epoca a Port-Royal des Champs, fondato poco prima. Il complesso venne fortificato e circondato da un fossato alimentato dalla Senna tramite canali. Nello stesso anno venne eletta la prima badessa, di nome Théophanie.
Sin dalla fondazione l'abbazia ricevette cospicue doti e privilegi dal vescovo di Parigi, dal sovrano, da famiglie borghesi; deteneva i diritti su tre pedaggi (Mantes, Lieusaint, Tournan); i suoi possedimenti erano situati in maggioranza in prossimità di vie d'acqua in un raggio di una quindicina di chilometri da Parigi, e nella stessa Parigi, ma pure lontano dall'Île-de-France, come Aulnay, e Savigny.
Nel 1206 Saint-Antoine entrò a tutti gli effetti nell'ordine cistercense, cadendo quindi sotto l'autorità diretta dell'abate di Cîteaux. Di conseguenza, nel 1210 papa Innocenzo III prese sotto sua protezione speciale l'abbazia, confermandone l'appartenenza all'ordine cistercense, e designandola come luogo di pellegrinaggio ed indulgenza al pari delle basiliche papali di Roma.
Nel 1209-1218 alcuni componenti di grandi famiglie della zona (Montfort, Mauvoisin, Beaumont) figurano come benefattori dell'abbazia. Nel 1211 Robert Mauvoisin (o Malvoisin) fece costruire a sinistra dell'ingresso dell'abbazia una cappella dedicata a Sant'Antonio (ma detta di Saint-Pierre) in cui farsi seppellire. Ugualmente fecero famiglie a lui imparentate, i Cressonsacq, gli Aulnay, i Garlande. Lo stesso re Luigi VIII fece dono nel 1215 di terreni e vigne, per celebrare la nascita del proprio figlio Luigi (poi Luigi IX).
Nel novembre 1227 re Luigi IX elevò con diploma Saint-Antoine-des-Champs ad abbazia reale, e ne confermò i privilegi.
La benevolenza reale di cui beneficiarono le religiose andò a vantaggio di tutta la zona: numerosi artigiani si radunarono nei pressi, rimanendo sotto l'autorità delle Corporazioni delle arti e mestieri parigine; poco a poco i terreni circostanti vennero bonificati e messi a coltura, inoltre la vicinanza con la Senna permise l'approvvigionamento di legname ed incoraggiò l'insediarsi di artigiani del legno. Il complesso abbaziale era ben fortificato: circondato da un fossato alimentato dalle acque della Senna, da mura e contrafforti, comprendeva, con la chiesa e gli edifici claustrali, la cappella di Saint-Pierre, gli edifici di servizio, e terreni arativi, orti e giardini. Alla fine del XV secolo era delimitato a nord dall'odierna rue du Fabourg-Saint-Antoine, a sud dalla via tra Parigi e Charenton (rue de Charenton), ad est da una strada che univa le due precedenti e fungeva da confine con i possedimenti reali di Reuilly, ad ovest da viabilità minore.
Il 2 giugno 1233 avvenne la solenne dedicazione della chiesa: consacrata a Gesù Cristo, alla Vergine Maria, e ad Antonio abate, in stile gotico, aveva una pianta a tre navate, sormontate da una cupola; officianti furono i vescovi di Parigi, Cambrai, e Meaux, presenti i vescovi di Chartres, Noyons, Soissons, Senlis e Châlons. Assistevano alla cerimonia Luigi IX e la madre, Bianca di Castiglia, contornati da un vasto pubblico di nobili e popolani convenuti da Parigi.
Il 18 agosto 1239 Luigi IX espose all'interno dell'abbazia la Corona di spine che aveva comprato dall'imperatore di Costantinopoli Baldovino II, prima di portarla lui stesso a Parigi. Nei secoli successivi l'abbazia si confermò - per collocazione geografica e prestigio - punto di sosta e di passaggio in molte occasioni significative della vita religiosa e civile di Francia: nel 1364 le spoglie di Giovanni II, morto in prigionia in Inghilterra, giunsero a Saint-Antoine dove furono preparate per le esequie in Notre-Dame, nel 1370 lo stesso si fece per Giovanna d'Évreux, vedova di Carlo IV, e dieci anni dopo per suo figlio Carlo V, e ancora per Carlo IX nel 1574
Nel 1261 Luigi IX confermò una legge del suo predecessore Luigi VI, sul pascolo libero dei maiali, ma ne esentò l'abbazia, che era libera di far vagare i propri animali, a condizione di munirli di una campana contrassegnata da una croce quale segno di riconoscimento.
Nel 1272 Filippo III esentò l'abbazia da tutti i dazi sul trasporto di beni per terra e per acqua.
Nel maggio 1309 (o 1310), durante il regno di Filippo il bello, presso il mulino dell'abbazia vennero arsi sul rogo 59 cavalieri templari.
Nel 1358 le religiose di Saint-Antoine furono costrette a trovare rifugio nella città di Parigi, in seguito ai moti popolari passati alla storia come Jacquerie. Durante il lungo periodo della guerra dei cent'anni l'abbazia fu coinvolta in un'altra occasione: nell'agosto o settembre 1432 la madre badessa e alcune consorelle vennero imprigionate con l'accusa di aver cospirato contro il governo di Parigi, allora in mano agli inglesi.
Nel 1439 l'abate di Cîteaux ordinò un'inchiesta sull'operato della badessa in carica, Émerance (o Emerentienne) de Calonne, che fu costretta ad abdicare, accusata di aver venduto gioielli e ornamenti sacri provenienti dalla chiesa, e di aver gestito malamente l'abbazia, cui la buona borghesia parigina aveva ormai da tempo smesso di destinare le sue figlie. All'epoca vivevano a Saint-Antoine solamente sei religiose, campando di elemosina.
La rivolta della cosiddetta Lega del bene pubblico (1465) vide coinvolta l'abbazia in più di un episodio, sia come luogo di scontro, sia come luogo di trattativa in vista della pace, conclusa nel mese di ottobre con il trattato di Conflans.

### Dal Rinascimento alla Rivoluzione

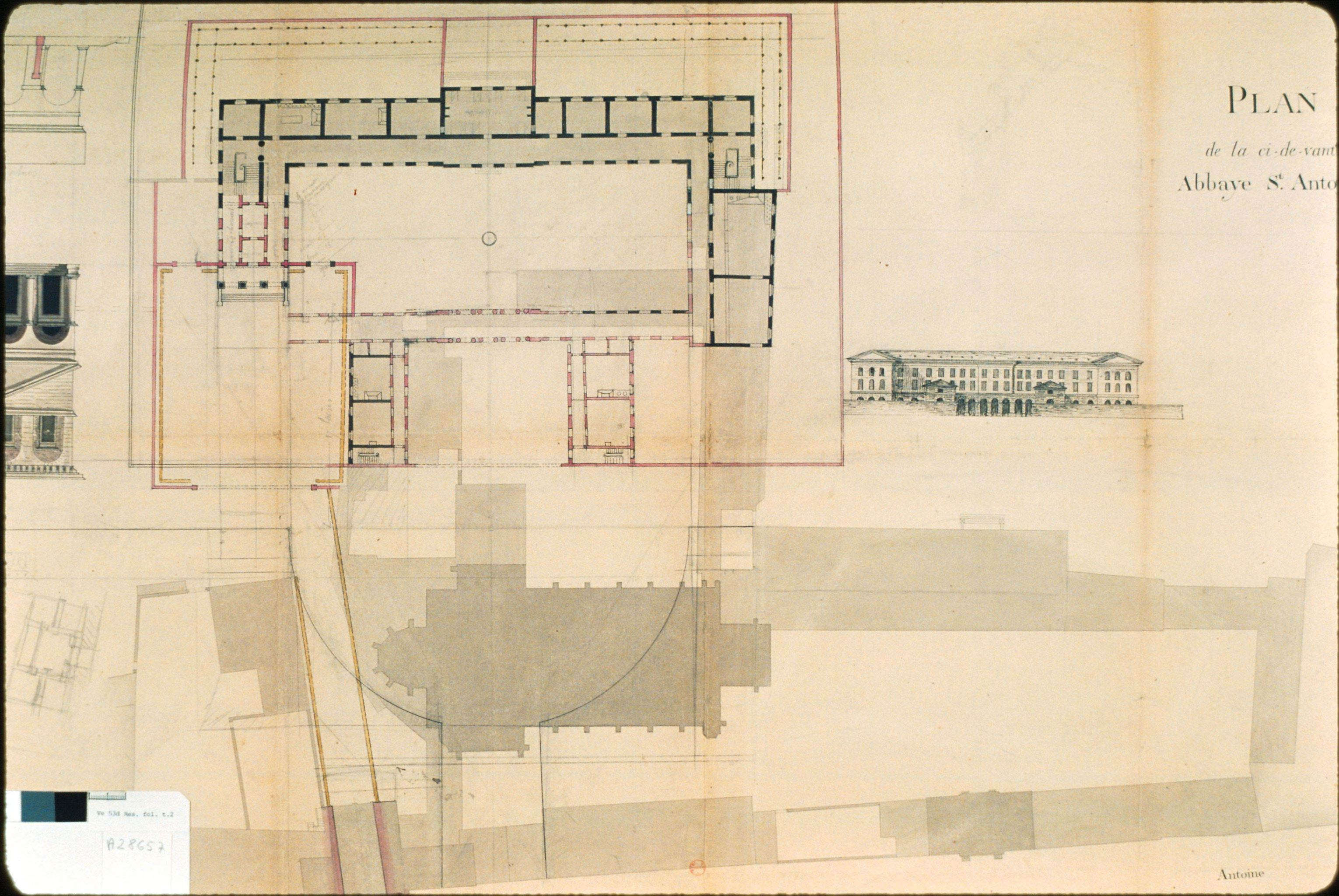
Pianta dell'abbazia verso il 1800

Il 1º gennaio 1540 l'imperatore Carlo V entrò a Parigi, dopo aver soggiornato alcuni giorni al castello di Vincennes, ma prima sostò nei pressi dell'abbazia per ricevere l'omaggio dei notabili della città: per accoglierlo venne innalzato un padiglione tappezzato d'oro e d'argento, e dalle mura cittadine, e dalla Bastiglia poco lontana, furono esplosi trecento colpi d'artiglieria.
Tra il 1544 e il 1547 in più momenti si registrarono nell'abbazia episodi di scandalo e malversazione, tanto che il procuratore generale del re ne ordinò la riforma all'abate di Froidmont, Claude de Beze.
Nel maggio 1590, agli inizi dell'assedio che Enrico IV aveva posto alla capitale, un distaccamento di soldati della Lega cattolica comandati da Carlo di Guisa, fecero una sortita con la quale scacciarono dall'abbazia gli assedianti che vi si erano fortificati, salvo darsi poi alla spoliazione degli arredi sacri e degli oggetti preziosi, mentre una turba di popolani saccheggiava i magazzini. Il 6 agosto dello stesso anno ebbe luogo nel chiostro dell'abbazia un incontro, infruttuoso peraltro negli esiti, fra Enrico IV e gli emissari della Lega (il cardinale di Parigi Pierre de Gondi e l'arcivescovo di Lione Pierre d'Épinac) che chiedevano la pace.
Nel 1636 venne eletta badessa Marie Le Bouthillier de Chavigny, figlia di Claude Le Bouthillier, sovrintendente alle finanze; governò l'abbazia per oltre sedici anni, durante i quali fece ricostruire gran parte dei fabbricati, ed edificò un'infermeria per le monache anziane. Fece inoltre osservare rigidamente la clausura per le religiose, accrebbe ulteriormente le proprietà terriere dell'abbazia, e ricevette da Luigi XIV la riconferma di tutti i privilegi, esenzioni e franchigie concesse dai precedenti sovrani.
Dal 1766 al 1770 vennero aggiunte due ali all'edificio abbaziale, e la chiesa fu restaurata, il tutto sotto la direzione di Nicolas Lenoir, architetto che nel contempo procedeva alla costruzione del quartier d'Aligre su terreni già di proprietà dell'abbazia (che approfittò così della speculazione immobiliare).
Nel 1768 la giovane principessa Maria Teresa Luisa di Savoia-Carignano, morto il marito Luigi Alessandro di Borbone-Penthièvre, trascorse ritirata a Saint-Antoine il primo anno di vedovanza.
Nel 1776 vennero alienate vaste parti dei terreni circostanti l'abbazia: l'espansione della città richiedeva l'apertura di nuove vie e di un mercato. Il recinto dell'abbazia vide notevolmente ridotto il proprio perimetro.
Nel 1788 l'abbazia Saint-Antoine era l'abbazia femminile con la maggior rendita (40 000 lire), raccolta - sin dal 1760 - anche grazie all'accoglienza di pensionanti (in gran parte ragazze di buona famiglia o altre donne desiderose di allontanarsi dal mondo senza prendere i voti) che pagavano da 500 a 600 lire annue.
Per decreto dell'Assemblea Nazionale del 13 novembre 1789 tutti gli ordini religiosi dovettero stilare un inventario dettagliato dei propri beni mobili e immobili. Il 28 febbraio successivo la madre badessa, rappresentata da André Guibout, negoziante, dichiarò di fronte a Barthélémy le Coulteux de La Moray, luogotenente del sindaco della città di Parigi, che le rendite dell'abbazia, composta da 25 religiose e dodici suore converse, erano state di 75 285 lire, 15 soldi e 2 denari, provenienti dagli affitti di immobili in Parigi, dai banchi di macelleria, dai canoni riscossi sul grano a Parigi e a Montreuil, da rendite vitalizie, e che le spese erano state di 32 119 lire, 12 soldi e 10 denari, ma che esistevano debiti per 78 195 lire e 10 soldi.
Per decreto dell'11 febbraio 1791, l'abbazia Saint-Antoine venne dichiarato bene nazionale.
Nel 1792, durante i massacri di settembre, davanti all'abbazia sfilò un macabro corteo: la testa mozzata di Maria Teresa Luisa di Savoia-Carignano, trucidata poco prima alla prigione della Forge in cui era detenuta, venne mostrata dalla folla alla badessa Gabrielle-Charlotte de Beauvau-Craon, sua intima amica.

## Elenco delle badesse
L'abbazia fu in tutto diretta da 42 badesse, tutte appartenenti a famiglie in vista dei dintorni.
1. 1212-1214: Théophanie
2. 1214-1221: Agnès I
3. 1221-1233: Amicie I
4. 1233-1240: Agnès I Mauvoisin de Cressonsacq
5. 1240-1253: Amicie II de Briart de Villepêche
6. 1253-1255: Jeanne I
7. 1255-1256: Guillemette d'Aulnay
8. 1256-1267: Jeanne II
9. 1267-1275: Philippa
10. 1275-1287: Agnès III
11. 1287-1295: Héloïse I de Moncy d'Aunoy
12. 1295-1298: Laure de Tressemane
13. 1298-1304: Gillette de Beaumont
14. 1304-1318: Alix de La Roche
15. 1318-1324: Héloïse II Allaire
16. 1324-1331: Marguerite I Petit
17. 1331-1338: Pétronille Ire de Condé
18. 1338-1359: Ameline de Bourdon
19. 1359-1372: Marguerite II d'Allemand
20. 1372-1381: Drocque de Bourgoigne
21. 1381-1396: Jeanne III du Pont
22. 1396-1416: Jacqueline de Chanteprime
23. 1416-1417: Marguerite III
24. 1417-1419: Pétronille II Le Duc
25. 1419-1440: Émerance (o Emerentienne) de Calonne
26. 1440-1489: Marie V de Gouy
27. 1489-1497: Jeanne IV Thibousé
28. 1497-1502: Anne Ire Martine Baillet de Villiers
29. 1502-1525: Isabelle Simon
30. 1525-1554: Jeanne V de Longuejoüe
31. 1554-1572: Marguerite IV d'Artois de Vaudetar
32. 1572-1595: Anne II de Thou
33. 1595-1596: Jeanne VI Camus de Pontcarré
34. 1596-1597: Madeleine I Brûlart de Sillery
35. 1597-1600: Jeanne VII du Puy de Vatan
36. 1600-1636: Renée de La Salle
37. 1636-1652: Marie II Le Bouthillier de Chavigny
38. 1652-1681: Madeleine II Molé de Champlâtreux; assunse la carica nel 1653 alla presenza di Anna d'Asburgo, era figlia di Mathieu Molé, primo presidente del parlamento di Parigi nel XVII secolo. Si adoperò molto nel contrasto alla povertà, conformemente alle idee dell'amico Vincenzo de' Paoli
39. 1681-1686: Françoise Molé de Champlâtreux; sorella minore della precedente, coadiuvò l'opera della sorella sin dal 1653[6]
40. 1686-1722: Marie III Madeleine de Mornay de Montchevreuil
41. 1723-1760: Marie IV Anne-Gabrielle-Eléonore de Bourbon-Condé; figlia di Luigi III di Borbone-Condé,
42. 1760-1790: Gabrielle-Charlotte de Beauvau-Craon; appartenente alla famiglia de Beauvau, importante stirpe aristocratica della Lorena, nacque il 29 ottobre 1724 a Lunéville, figlia di Marc de Beauvau, principe di Craon e Anne Marguerite de Lignéville.

## L'ospedale Saint-Antoine
Dopo la soppressione del 1791 l'edificio, abbandonato dalle religiose nel 1795, divenne sotto la Convenzione l'"Hospice de l'Est", da una parte per sopperire la mancanza di ospedali nella parte orientale della città, dall'altra per ricompensare gli abitanti del quartiere per il ruolo avuto nei moti rivoluzionari.
La chiesa di Sant'Antonio venne abbattuta nel 1796. L'architetto Nicolas-Marie Clavareau ricevette l'incarico della ristrutturazione degli edifici. Iniziò la costruzione di due ali supplementari, ma dovette presto fermarsi per mancanza di fondi. L'ospedale, con due camerate, maschile e femminile, di 72 letti ciascuna, contava su un solo medico, un farmacista ed una quindicina di infermieri. Nel 1802 ricevette l'attuale nome di Ospedale Saint-Antoine.
Nel 1798 vennero venduti gli ultimi terreni circostanti l'abbazia, e presto vi sorsero nuove strade e quartieri.
Nel 1811 la gestione passò in mano alle Suore Ospedaliere di Santa Marta, che la tennero sino al 1881. Seguì un ingrandimento dei locali ed un miglioramento delle condizioni igieniche. Nel 1842 l'ospedale contava 320 letti.
Grandi nomi della medicina ne fecero sul finire del XIX secolo uno degli ospedali più rinomati: Georges Hayem, Marcel Lermoyez, Brissaud e Ballet, Antoine Béclère, ecc.
Dell'antica abbazia non resta che il padiglione dell'Orologio, vestigia del chiostro, e il simbolo della facoltà di medicina Saint-Antoine, che riproduce lo stemma di una delle badesse dell'abbazia, Marie de Bouthillier, inciso su una pietra dell'edificio nel 1643.